# Pseudomugil
Genre
Le genre Pseudomugil regroupe plusieurs espèces de poissons de la famille des Pseudomugilidae.

## Liste des espèces
Selon FishBase (8 mai 2017) :
- Pseudomugil connieae (Allen, 1981)
- Pseudomugil cyanodorsalis Allen & Sarti, 1983
- Pseudomugil furcatus Nichols, 1955
- Pseudomugil gertrudae Weber, 1911
- Pseudomugil inconspicuus Roberts, 1978
- Pseudomugil ivantsoffi Allen & Renyaan, 1999
- Pseudomugil majusculus Ivantsoff & Allen, 1984
- Pseudomugil mellis Allen & Ivantsoff, 1982
- Pseudomugil novaeguineae Weber, 1907
- Pseudomugil paludicola Allen & Moore, 1981
- Pseudomugil paskai Allen & Ivantsoff, 1986
- Pseudomugil pellucidus Allen & Ivantsoff, 1998
- Pseudomugil reticulatus Allen & Ivantsoff, 1986
- Pseudomugil signifer Kner, 1866
- Pseudomugil tenellus Taylor, 1964